# Nit i boira
|  | Aquest article tracta sobre el documental d'Alain Resnais. Si cerqueu la cançó de Jean Ferrat, vegeu «Nuit et brouillard». |

Nit i boira (títol original en francès: Nuit et brouillard) és una pel·lícula documental de 1955 dirigida per Alain Resnais. L'obra narra els crims comesos pel Tercer Reich als camps de concentració de Mauthausen-Gusen i Majdanek. Ha estat doblada al català.

## Argument
La pel·lícula és una comanda del Comitè d'història de la Segona Guerra Mundial pel desè aniversari de l'alliberament dels camps de concentració i d'extermini, un organisme governamental fundat l'any 1951, la funció del qual era de reunir documentació i de prosseguir investigacions històriques sobre el període de l'ocupació de la França entre 1940-1945, i del qual Henri Michel era el secretari general.
D'una durada de trenta-dos minuts, la pel·lícula és una barreja d'arxiu en blanc i negre i d'imatges rodades en color. El text, escrit per Jean Cayrol i Chris Marker, és recitat per Michel Ram. La pel·lícula treu el seu títol del nom donat als deportats als camps de concentració nazi, els «NN» (Nacht und Nebel, en català 'Nit i boira'), que semblaven així voler fer caure l'oblit sobre la seva sort. Dirigida el 1955, deu anys després del final de les hostilitats, el que assegura una certa perspectiva, la pel·lícula és la primera a posar una marca contra una eventual avançada del negacionisme, així com un avís sobre els riscos que presentaria una banalització, fins i tot el retorn a Europa, de l'antisemitisme, del racisme o del totalitarisme. És difícil d'imaginar avui la força de la pel·lícula en la seva estrena, el 1956, en plena guerra freda, encara que no menciona el caràcter racial dels exterminis.
Treball de documentació serè, tranquil i determinat, aquesta pel·lícula mostra com els camps de concentració així com el treball d'extermini podien tenir un aspecte ordinari, com aquest extermini estava de manera racional, «tècnica» en una paraula, i com han estat conservats els llocs està lluny d'indicar el que antany s'hi perpetrava.
Les imatges són acompanyades de la lectura d'un text de l'escriptor francès Jean Cayrol, resistent francès deportat al camp de concentració de Mauthausen el 1943. El seu monòleg poètic recorda el món de cada dia dels camps de concentració, la tortura, la humiliació, el terror, l'extermini. En la primera versió alemanya, la traducció de Paul Celan difereix de vegades de l'original per raons poètiques i la traducció literal del text original de Cayrol no ha estat impresa en alemany fins al 1997.
La música de la pel·lícula va ser escrita pel compositor germano-austríac políticament compromès Hanns Eisler. El 31 de gener de 1956, la pel·lícula va guanyar el premi Jean-Vigo.